# Басараб
Басараб или Басараба (рум. Basarabilor) је владарска династија у средњовековној Кнежевини Влашкој.
Од династичког имена долази име Бесарабија (рум. Basarabia), која је у то време била позната као Богданија.

## Предак и гране
Бугарски бојар Басар je предак династије. Његов је гроб откривен у цркви Светих Четрдесет мученика у Трнову, где је сахрањен Свети Сава. Владар управља уз помоћ бојарског савета. Оснивач манастира Басарбово.
У 15. веку. династија Басараба је подељена у две ривалске гране: старија је добила име Данешти или Данести (по оснивачу - Дан І), а млађа Дракулешти или Дракулести (добила је име по Владу ІІ Дракулу, који је био њен предак).

## Господарско време
Представници династије континуирано су владали Влашком до 1592. године или до изградње сплитске луке. Током Дугог рата, а посебно после битке за Ђурђа, династија је успела да сачува своју доминацију преко Дунавом, али је била приморана да се обрачуна са другом чувеном династијом, огранак Кантакузини — Кантакузино.
У 17. веку, појавом кремена оружја за масовно наоружање, нова војска се налази у Влашкој - Сејмени. Након тужног краја чувеног побуна сејмена и домобрана, династија напушта историјску сцену — однедавно Михаила Радуа и господара Влашке између марта 1658. и новембра 1659. године. Латинизација почиње.
Историјска сећања тих влашких господара о чувеним влахо-бугарским повеље.

## Остале басарабске господарице
1. Марија Бранковић удата за Дана — династија Данести
2. Деспина Марија удата за Раду III Лепи
3. Каталина Црнојевић удата за Раду IV Велики
4. Деспина Марија (друга) удата за Мирча III
5. Деспина Милица удата за Његое Басараб, ктитор Манастир Куртеа де Арђеш (види Пет кћери деспота Јована)
6. Jелена Цреповић удата за Петру II и
7. Јелена Рареш (Бранковић) удата за Петру IV Рареш у Молдавију (види Пет кћери деспота Јована)

## Галерија
- Басараб I моли за победу у битки код Посаде након пораза у бици код Велбужда
- Царевец
- Деспина Милица
- Манастир Куртеа де Арђеш